# Todd Woodbridge
Todd Andrew Woodbridge (Sydney, 2. travnja 1971.) je bivši australski tenisač. Rođen je u Sydneyu, a tenisom se počeo profesionalno baviti 1988. Poznat je postao kroz uspješna partnerstva s Markom Woodfordeom, a kasnije s Jonasom Björkmanom u konkurenciji muških teniskih parova. Među najuspješnijim je parskim igrača svih vremena nakon što je osvojio 16 Grand Slam naslova (devet Wimbledona, tri US Opena, tri Australian Opena i jedan Roland Garros) i dodatnih šest Grand Slam mješovitih parskih naslova (tri US Opena, jedan Wimbledon, jedan Roland Garros, te jedan Australian Open). Osim toga, osvojio je zlatnu medalju na Olimpijskim igrama u Atlanti 1996. igrajući u paru sa sunarodnjakom Markom Woodfordeom, čime je postigao Golden Slam. Ukupno je osvojio rekordna 83 naslova u paru. Godine 2001. primljen je u Australski institut za sport.

## Vanjska poveznica
- Profil na ATP-u